# Long Promised Road
«Long Promised Road» es una canción escrita por Carl Wilson y Jack Rieley, grabada por el grupo The Beach Boys. Esta canción junto a "Feel Flows" son consideradas grandes composiciones de Carl Wilson, ambas pertenecen al álbum Surf's Up de 1971.

## Grabación
"Long Promised Road" fue grabada el 3 de abril de 1971 en el estudio hogareño de Brian Wilson en Bel Air, California, al igual que muchas canciones de Sunflower y Surf's Up.

## Sencillo
Se publicó en sencillo por Brother Records con "Deirdre" como lado B con el catálogo 1015. Se publicó otra vez en sencillo, poco tiempo después, pero con un lado B y catálogo distinto, "'Til I Die" y 1047 respectivamente, esta última versión logró entrar en las listas, llegando al puesto n.º 89.

## Publicaciones
La canción fue publicada en el álbum de estudio del grupo Surf's Up de 1971, fue publicada en el particular compilatorio Ten Years of Harmony de 1981, en Endless Harmony Soundtrack de 1998, en The Greatest Hits - Volume 3: Best of the Brother Years 1970-1986 de 2000 y en Platinum Collection: Sounds of Summer Edition de 2005.
En un particular compilado de 1999, además de incluir la canción, se lo llamó Long Promised Road, fue producido por Capitol Records y Billy Hinsche, con las composiciones más significativas de Carl Wilson. Fue regalado gratuitamente en un concierto benéfico. También el álbum se puso en venta, las ganancias fueron para Unidad Central de Los Ángeles de la Sociedad Americana del Cáncer.